# 外小股
外小股（そとこまた）とは、相撲の決まり手のひとつである。出し投げ（上手出し投げや下手出し投げ）を打った後、相手の踏み出した脚（自分に近いほうの脚）を外側から手で掬い、相手を倒す技。
幕内では、2020年11月場所、照強が炎鵬に決めた。幕下以下では、2015年7月場所で、序二段の隆貴が大和浪に決めている。1948年の講道館機関誌『柔道』で玉嶺生は、「外小股」は山本というアナウンサーの造語であり、大浪という力士がよくやった、柔道では掬投にあたる、と述べている。1942年まで相撲実況アナウンサーをしていた山本照というNHK局員がいた。